# أمين أبو رشيد
أمين أبو رشيد (بالهولندية: Amin Abou Rashed)‏ هو شخصية أعمال هولندي، ولد في 1967.